# Kelly Marcel
Kelly Marcel (Londres, 10 de janeiro de 1974) é uma escritora, roteirista, atriz e produtora cinematográfica britânica. Como reconhecimento, recebeu indicação ao BAFTA 2014.